# Derectaotus latifrons
Derectaotus latifrons är en insektsart som beskrevs av Lucien Chopard 1961. Derectaotus latifrons ingår i släktet Derectaotus och familjen Mogoplistidae. Inga underarter finns listade i Catalogue of Life.